# Anisocarpus madioides
Anisocarpus madioides là một loài thực vật có hoa trong họ Cúc. Loài này được Nutt. mô tả khoa học đầu tiên năm 1841.